# Prix de Vincennes
Groupe I
Le Prix de Vincennes est une course hippique de trot monté qui se déroule au mois de décembre sur l'hippodrome de Vincennes.
C'est une course de Groupe I réservée aux chevaux de 3 ans, hongres exclus, ayant gagné au moins 20 000 € (conditions en 2023). Elle est l'équivalent au monté du Critérium des 3 ans.
Elle se court sur la distance de 2 700 mètres (grande piste), pour une allocation qui s'élève à 240 000 €, dont 108 000 € pour le vainqueur.
La course est créée sous les conditions actuelles (championnat des 3 ans au monté) en novembre 1924 et est alors la course au trot à la plus forte allocation. Le nom de Prix de Vincennes avait auparavant été donné à des courses à différentes conditions selon les époques, notamment à un international attelé assez bien doté, pour 4 ans et plus, à la fin du XIXe siècle.

## Palmarès depuis 1950
| Année | Vainqueur          | Père               | Jockey                   | Entraîneur               | Deuxième            | Troisième          | Distance | Réd.km |
| ----- | ------------------ | ------------------ | ------------------------ | ------------------------ | ------------------- | ------------------ | -------- | ------ |
| 2024  | Lexie de Banville  | Real de Lou        | Adrien Lamy              | Thomas Levesque          | Lutin des Bordes    | Lisbonne Dry       | 2 700 m  | 1'13"2 |
| 2023  | Kalif Landia       | Un Charme Fou      | Benjamin Rochard         | Alexis-Philippe Grimault | Kyrielle des Vaux   | Kingdom Kat        | 2 700 m  | 1'13"5 |
| 2022  | Jessy de Banville  | Boccador de Simm   | Florian Desmigneux       | Christophe Clin          | Jubilé Prior        | Jakartas des Prés  | 2 700 m  | 1'13"3 |
| 2021  | Idéale du Chêne    | Bird Parker        | Paul-Philippe Ploquin    | Julien Le Mer            | Inès des Rioults    | Indigo du Poret    | 2 700 m  | 1'13"2 |
| 2020  | Helitloppet        | Un Charme Fou      | Adrien Lamy              | Franck Leblanc           | Hera Landia         | Hytte du Terroir   | 2 700 m  | 1'14"2 |
| 2019  | Gangster du Wallon | Let's Go Along     | Benjamin Rochard         | Damien Lecrocq           | Grâce de Faël       | Gladys des Plaines | 2 700 m  | 1'14"1 |
| 2018  | Fado du Chêne      | Singalo            | Paul-Philippe Ploquin    | Julien Le Mer            | Feeling Cash        | Flore de Janeiro   | 2 700 m  | 1'13"2 |
| 2017  | Éveil du Châtelet  | Very Look          | Jean-Yann Ricart         | Jean-Michel Bazire       | Évidence Roc        | Elladora de Forgan | 2 700 m  | 1'14"5 |
| 2016  | Dragon du Fresne   | Saphir Castelets   | Alexandre Abrivard       | Laurent-Claude Abrivard  | Dollar Macker       | Dahlia du Rib      | 2 700 m  | 1'15"4 |
| 2015  | Cassandra d'Em     | Kesaco Phedo       | Yoann Lebourgeois        | Jean-Pierre Allix        | Câline des Plages   | Candela            | 2 700 m  | 1'14"6 |
| 2014  | Bird Parker        | Ready Cash         | Yoann Lebourgeois        | Philippe Allaire         | Brutus de Bailly    | Best of Jets       | 2 700 m  | 1'13"7 |
| 2013  | Atlessima          | Rocklyn            | Éric Raffin              | Philippe Moulin          | Agrippine           | Apollon de la Lys  | 2 700 m  | 1'14"4 |
| 2012  | Vision Intense     | Prodigious         | Nathalie Henry           | Philippe Moulin          | Vestphalie du Mont  | Vaquero du Mont    | 2 700 m  | 1'14"1 |
| 2011  | Utoky              | Cygnus d’Odyssée   | Franck Nivard            | Franck Leblanc           | Upper Class         | Uranus de Larre    | 2 700 m  | 1'15"  |
| 2010  | Texas Charm        | Cygnus d’Odyssée   | Julien Dubois            | Philippe Moulin          | Talina Madrik       | Tina du Rib        | 2 700 m  | 1'14"2 |
| 2009  | Scipion du Goutier | Goetmals Wood      | Franck Nivard            | Franck Leblanc           | Surabaya Jiel       | Sawasde de Houelle | 2 700 m  | 1'14"6 |
| 2008  | Rêve des Vallées   | Kiwi               | Franck Nivard            | Franck Leblanc           | Replay Oaks         | Repeat d'Ombrée    | 2 700 m  | 1'14"9 |
| 2007  | Quiléa Jiel        | Diamant Gédé       | Julien Raffestin         | Jean-Luc Dersoir         | Quokine Berry       | Quiz des Brouets   | 2 700 m  | 1'15"  |
| 2006  | Princess Foot      | Arnaqueur          | Thibault Viet            | Patrick Hawas            | Paddy du Buisson    | Picsou de Villabon | 2 700 m  | 1'15"8 |
| 2005  | Ombre du Yams      | Hooper             | Jean-Étienne Le Bec      | Jacques Provost          | Orelie de Retz      | Offshore Dream     | 2 700 m  | 1'16"  |
| 2004  | Nancy Menuet       | Goetmals Wood      | Éric Raffin              | Yannick Gervais          | Nelson de Vandel    | Néléos du Goutier  | 2 700 m  | 1'16"3 |
| 2003  | Milord du Chêne    | Capriccio          | Michel Lenoir            | Michel Lenoir            | Mara Bourbon        | Milia Pierji       | 2 700 m  | 1'16"7 |
| 2002  | Latinus            | Dahir de Prélong   | Jean-Loïc-Claude Dersoir | Joël Hallais             | L'As de Boussières  | Lati Bonheur       | 2 700 m  | 1'17"7 |
| 2001  | Kesaco Phedo       | Caballio In Blue   | Jean-Philippe Mary       | Philippe Allaire         | Kyrielle Club       | Kita des Picanes   | 2 700 m  | 1'19"  |
| 2000  | Jardy              | Cygnus d’Odyssée   | Jean-Philippe Mary       | Philippe Allaire         | Jairo des Veys      | Jenko              | 2 700 m  | 1'17"3 |
| 1999  | Ighanian           | Volcan             | Laurent-Claude Abrivard  | Laurent-Claude Abrivard  | Island Dream        | Ivoire de Grammont | 2 700 m  | 1'18"5 |
| 1998  | Holly du Locton    | Viking's Way       | Jean-Paul Piton          | Philippe Allaire         | Habitat             | Holly Jet          | 2 700 m  | 1'18"3 |
| 1997  | Gai Brillant       | Podosis            | Jean-Philippe Mary       | Philippe Allaire         | Giflosac            | Gallia de Vandel   | 2 700 m  | 1'19"  |
| 1996  | Fra Diavolo        | Fakir du Vivier    | Yves Dreux               | Ali Hawas                | Felmondo            | Figaro Ci          | 2 700 m  | 1'19"1 |
| 1995  | Éclair de Vandel   | Sancho Pança       | Jean-Loïc-Claude Dersoir | Joël Hallais             | Evolo               | Easy du Chêne      | 2 700 m  | 1'19"1 |
| 1994  | Dimitrio           | Marpheulin         | Jean-Loïc-Claude Dersoir | Joël Hallais             | Dresden             | Destin de Busset   | 2 700 m  | 1'20"1 |
| 1993  | Charmeuse Bégonia  | Quadrophénio       | Michel Lenoir            | Daniel Béthouart         | Courlis du Pont     | Cumina             | 2 700 m  | 1'18"9 |
| 1992  | Boadicée de Béval  | Minou du Donjon    | Yves Dreux               | Ali Hawas                | Boum de l'Aria      | Bambina            | 2 650 m  | 1'21"  |
| 1991  | A Novo             | Indien Rapide      | Pascal-André Geslin      | Antoine Paul Bézier      | Atout de Marjon     | Alligator          | 2 650 m  | 1'21"1 |
| 1990  | Vanneau            | Marpheulin         | Philippe Békaert         | Paul Viel                | Viking de Crépon    | Voici du Niel      | 2 650 m  | 1'20"1 |
| 1989  | Ursulo de Crouay   | Mivus              | Philippe Gillot          | Joël Hallais             | Unshine             | Une Caudresienne   | 2 650 m  | 1'20"6 |
| 1988  | Traveller          | Jacques des Blaves | Alain Laurent            | Michel Govignon          | Turquetil           | Tarif du Bois      | 2 650 m  | 1'20"3 |
| 1987  | Speed Clayettois   | Joachim            | Yves Dreux               | Ali Hawas                | Savilor             | Sept Mars          | 2 650 m  | 1'22"3 |
| 1986  | Ramage             | Firstly            | Alain Sionneau           | Guy-Maurice Dreux        | Raja de Bellouet    | Royal Chambon      | 2 650 m  | 1'21"  |
| 1985  | Querfeu            | Feu Vert           | Pierre Levesque          | Jean de Mondésir         | Qrysolle            | Qualvolta          | 2 650 m  | 1'22"6 |
| 1984  | Podosis            | Florestan          | Patrick Chéradame        | Roger Ledoyen            | Pietro              | Portolugo          | 2 650 m  | 1'21"2 |
| 1983  | Orfeu Negro        | Valmont            | Bernard Oger             | Léopold Verroken         | Oligo               | Oprigo             | 2 600 m  | 1'21"5 |
| 1982  | Nestoriac          | Derjacques         | Yves Dreux               | Ali Hawas                | Nozablinski         | Narbon             | 2 600 m  | 1'22"1 |
| 1981  | Mabrouka           | Mesta              | Yves Dreux               | Ali Hawas                | Mesta               | Manay Port         | 2 600 m  | 1'22"6 |
| 1980  | Loustic de la Tour | Tatius             | Michel-Marcel Gougeon    | Robert Ricklin           | Levorino            | Lotus du Trefle    | 2 600 m  | 1'21"3 |
| 1979  | Karika             | Reza Grandchamp    | Jean-Claude Hallais      | Jean-Claude Hallais      | Kronos du Vivier    | Kidy               | 2 600 m  | 1'22"4 |
| 1978  | Jalinotte          | Calino             | Philippe Békaert         | Gérard Mascle            | Jeune Orange        | Joubov             | 2 600 m  | 1'23"6 |
| 1977  | Idylle Charmeuse   | Valmont            | Pierre Giffard           | Jean-Pierre Viel         | Ipsilon             | Idylle du Corta    | 2 600 m  | 1'22"4 |
| 1976  | Hippy Kermorvan    | Tabriz             | René Fabre               | Léopold Verroken         | Honoré du Corta     | Honnête            | 2 600 m  | 1'22"9 |
| 1975  | Gauchy             | À Vau l'eau        | René Fabre               | Léopold Verroken         | Gazon               | Graine du Manoir   | 2 600 m  | 1'22"5 |
| 1974  | Franc Quito        | Quito              | Bernard Mascle           | Gérard Mascle            | Fondon              | Florisuge          | 2 600 m  | 1'24"  |
| 1973  | Elpenor            | Quioco             | Jean Mary                | Jean-René Gougeon        | Edomerica           | Etiennette         | 2 600 m  | 1'22"7 |
| 1972  | Dinès P            | Seddouck           | Michel Lecacheux         | Michel Feuillet          | Dango               | Dor                | 2 600 m  | 1'22"5 |
| 1971  | Caléo              | Paléo              | Gérard Mascle            | Gérard Mascle            | Chambon P           | Chantore           | 2 600 m  | 1'22"3 |
| 1970  | Bellino II         | Boum III           | René Fabre               | Maurice Macheret         | Bamba               | Bardane            | 2 600 m  | 1'20"2 |
| 1969  | Agrippa            | Euripide           | Jacques-Maurice Riaud    |                          | Ajaccien            | Arilavo Mabon      | 2 600 m  | 1'21"8 |
| 1968  | Vaccarès II        | Horus L            | Jean Mary                | Jean-René Gougeon        | Vao Zao Kerveyer    | Vaissa             | 2 600 m  | 1'21"9 |
| 1967  | Une de Mai         | Kerjacques         | Michel-Marcel Gougeon    | Jean-René Gougeon        | Udanga              | Unifrance          | 2 600 m  | 1'23"2 |
| 1966  | Tabriz             | Feu Follet X       | Pierre Giffard           |                          | Tuky Pompon         | Tany de Mirville   | 2 600 m  | 1'22"  |
| 1965  | Seddouk            | Carioca II         | Michel-Marcel Gougeon    |                          | Sole Mio B          | Sissy III          | 2 600 m  | 1'23"6 |
| 1964  | Rio                | Hiram              | Pierre Giffard           |                          | Roquépine           | Ralène             | 2 600 m  | 1'23"3 |
| 1963  | Quioco             | Vermont            | Michel-Marcel Gougeon    |                          | Quiscale            | Quatt Cent Trois   | 2 600 m  | 1'23"7 |
| 1962  | Pacha Grandchamp   | Fandango           | Michel-Marcel Gougeon    |                          | Pimpante            | Paléo              | 2 600 m  | 1'22"3 |
| 1961  | Ozo                | Vermont            | François Brohier         |                          | Oriflamme V         | Olten L            | 2 600 m  | 1'22"1 |
| 1960  | Nestoc             | Estoc              | André Rouer              |                          | Niky des Étangs     | Nivôse             | 2 600 m  | 1'23"6 |
| 1959  | Minarelle H        | Christiana         | Jean Mary                |                          | Moka                | Marjolaine V       | 2 600 m  | 1'25"7 |
| 1958  | Le Vendéen         | Tadellos           | André Rouer              |                          | Lucky Williams      | Ledollar           | 2 600 m  | 1'24"5 |
| 1957  | Karolyne           | Ogaden             | Michel-Marcel Gougeon    |                          | Kerwilliams II      | Korrigane          | 2 600 m  | 1'25"3 |
| 1956  | Jolie Folle        | Ogaden             | Michel-Marcel Gougeon    |                          | Jeton               | Jacky D            | 2 600 m  | 1'25"  |
| 1955  | In Extremis        | Quiroga II         | Marcel Perlbarg          |                          | Idumée              | Infante II         | 2 600 m  | 1'25"4 |
| 1954  | Hésione D          | Atus II            | Maurice Riaud            |                          | Hallali             | Harold D III       | 2 600 m  | 1'25"3 |
| 1953  | Grandvilliers II   | Mousko Williams    | Albert Libeer            |                          | Gars du Bessin      | Gaie Williams II   | 2 600 m  | 1'28"1 |
| 1952  | Fandango           | Loudéac            | Michel-Marcel Gougeon    |                          | Famosus             | Fra Diabolo        | 2 600 m  | 1'26"8 |
| 1951  | Élope              | Quel Veinard       | Bals                     |                          | Espoir Grand Copais | Entr'Acte          | 2 600 m  | 1'26"3 |
| 1950  | Dumbéa II          | Kadé D             | Raoul-Charles Simonard   |                          | D'Estrées           | Débrouillarde D    | 2 600 m  | 1'27"2 |